# Oh Se-hoon
Oh Se-hoon (* 4. Januar 1961 in Seoul) ist ein südkoreanischer Politiker der konservativen Saenuri-Partei und war von 2006 bis 2011 Bürgermeister der Hauptstadt Seoul. Seit dem 8. April 2021 ist er erneut Bürgermeister von Seoul.

## Biografie
Er studierte an der Korea University, wo er 1983 den Bachelor of Laws, 1990 den Master of Laws (Commercial Law) und 1999 der Doctor of Laws machte. Bei den Parlamentswahlen im Juni 2000 errang Oh einen Sitz im südkoreanischen Parlament. Bei den Wahlen am 31. Mai 2006 wurde er als Kandidat der Hannara-dang (Große Nationalpartei) (GNP) mit 61,6 % der Stimmen zum Bürgermeister gewählt. Zuvor war er als Dozent an der Sookmyung Women’s University und als Rechtsanwalt tätig.
Obwohl Oh 2010 für eine zweite Amtsperiode als Bürgermeister wiedergewählt wurde, trat er im August 2011 von seinem Amt zurück. Er begründete den Schritt mit dem Scheitern seiner Initiative zur Abschaffung des kostenlosen Mittagessens für alle Schüler der Stadt unabhängig vom Einkommen der Eltern, da eine Volksabstimmung dazu nicht die notwendige Wahlbeteiligung erreichte. Bei den Neuwahlen im Oktober wurde Park Won-soon zu seinem Nachfolger gewählt.
Oh trat bei der Wahl 2021 erneut für das Amt des Bürgermeisters an und erhielt 57,5 Prozent der Stimmen. Am 8. April trat er das Amt des Bürgermeisters von Seoul erneut an.

## Persönliches
Oh Se-hoon ist verheiratet und hat zwei Töchter.